# Синик, Догукан
Догукан Синик (тур. Doğukan Sinik; родился 21 января 1999 года, Анталья, Турция) — турецкий футболист, полузащитник клуба «Антальяспор».

## Клубная карьера
Синик — воспитанник клуба «Антальяспор». 23 мая 2015 года в матче против «Элязыгспора» он дебютировал в Первой лиге Турции. по итогам сезона Докуган помог команде выйти в элиту. 13 мая 2016 года в матче против «Трабзонспора» он дебютировал в турецкой Суперлиге. Летом того же года Синик в поисках игровой практики на был отдан в аренду в «Кемерспор 2003» из Третьей лиги.

## Международная карьера
В 2018 году Синик в составе юношеской сборной Турции принял участие в юношеском чемпионате Европы в Финляндии. На турнире он сыграл в матче против Англии, сборной Франции и Украины.